# Campionati europei di slittino 1970
I Campionati europei di slittino 1970 sono stati la 17ª edizione della competizione.
Si sono svolti a Hammarstrand, in Svezia.

## Medagliere
| Pos.   | Nazione        | Oro | Argento | Bronzo | Totale |
| ------ | -------------- | --- | ------- | ------ | ------ |
| 1      | Germania Est   | 3   | 2       | 1      | 6      |
| 2      | Austria        | 0   | 1       | 1      | 2      |
| 3      | Germania Ovest | 0   | 0       | 1      | 1      |
| Totale | Totale         | 3   | 3       | 3      | 9      |

## Podi
| Evento            | Oro                            | Argento                       | Bronzo                     |
| Singolo Maschile  | Harald Ehrig                   | Wolfgang Scheidel             | Horst Hörnlein             |
| Singolo Femminile | Anna-Maria Müller              | Angela Knösel                 | Christina Schmuck          |
| Doppio            | Horst Hörnlein Reinhard Bredow | Rudolf Schmid Franz Schachner | Manfred Schmid Ewald Walch |